# Koldo Martínez
Joseba Koldobika Martínez Urionabarrenetxea, dit Koldo Martínez, né le 25 février 1953, est un homme politique espagnol membre de Geroa Bai (GB).

## Biographie

### Carrière politique
Le 27 septembre 2019, il est désigné sénateur par le Parlement de Navarre en représentation de la Communauté forale de Navarre.